# Lakewood (Kolorado)
Lakewood – miasto w Stanach Zjednoczonych, w stanie Kolorado. Według spisu z 2020 roku liczy 156 tys. mieszkańców, jest piątym co do wielkości miastem w stanie i głównym miastem obszaru metropolitalnego Denver. 

## Dane ogólne
Miasto regularnie zajmuje wysokie miejsce w rankingu najlepszych miejsc do życia ze względu na wyjątkowe opcje edukacyjne, w tym wysoko oceniany system szkół publicznych i Red Rocks Community College. Otrzymuje również wysokie oceny za różnorodność popularnych udogodnień, w tym możliwości rekreacji na świeżym powietrzu, ale także bogatą scenę kulturalną. Lakewood ma ponad 7000 akrów parków, szlaków i otwartej przestrzeni – 35% całego obszaru lądowego. W mieście rozwinął się przemysł wysokich technologii.

## Miasta partnerskie
- Chester (Anglia)
- Portsmouth (Anglia)
- Stade (Niemcy)
- Sutherland Shire (Australia)[5]